# Cheiramiona dubia
Cheiramiona dubia is een spinnensoort uit de familie van de Cheiracanthiidae.
De wetenschappelijke naam van de soort werd in 1874 als Cheiracanthium dubium gepubliceerd door Octavius Pickard-Cambridge.